# 北尾重光
北尾 重光（きたお しげみつ、文化11年（1814年）- 1883年（明治11年）11月16日）は、江戸時代後期から明治時代の浮世絵師。群馬県の邑楽館林地区を中心に多くの奉納絵馬を描いた。

## 生涯
文化11年、江戸に生まれる。若い頃より学問を好み、特に絵画に秀でていたという。浮世絵師としては北尾派に学んで北尾の姓を名乗り、溪齋と号し、法橋の位を授けられている。ただし、重光は紅翠斎北尾重政門人を自称してはいるが、重政の没年である文政3年（1820年）にはまだ幼少であり、弟子入りしていた可能性は低いともされる。北尾派との繋がりも確認できず、むしろ葛飾派との近さが感じられる、とする研究もある。
天保9年（1838年）頃、25歳前後で館林に移り住み、館林城下の田町という字に居を構え、幟や絵馬を描くことを生業とした。その描いた絵馬は館林を中心に、館林藩領であった埼玉県、栃木県の一部にも及ぶ広い地域の寺社に奉納され、その数は300点にも及ぶとされている。
1883年（明治16年）11月16日、71歳で死去。館林市内の覚応寺に、妻である久能と共に葬られた。

### 北尾重輝
息子の北尾 重輝（きたお しげてる）もまた絵画を生業としたが、のちに館林を去り、宇都宮近辺に住んだとされる。

### 遠浪斎重光
同時期に遠浪斎重光と号する、経歴の知られていない浮世絵師があるが、この遠浪斎と北尾重光が同一人物だと考える研究もある。

### 逸話
史実か否かはわからないが、重光が江戸を去り館林に来ることになった経緯が伝わっている。重光は江戸で美人画を描いていたが、ある時上半身半裸で髪を洗う美人の絵を描いたところ、誤って筆を落とし、絵の乳房の下を汚してしまった。重光は機転を利かせて、この汚れを黒子として描きなおしたが、この美人画の女性が将軍家に仕える奥女中に酷似し、さらに不思議なことには、その女性も絵と同じところに黒子があった。そこでこの重光の美人画を見た幕府の役人は、重光が将軍家を愚弄したものと考え、彼を江戸から追ったという。

### 墓

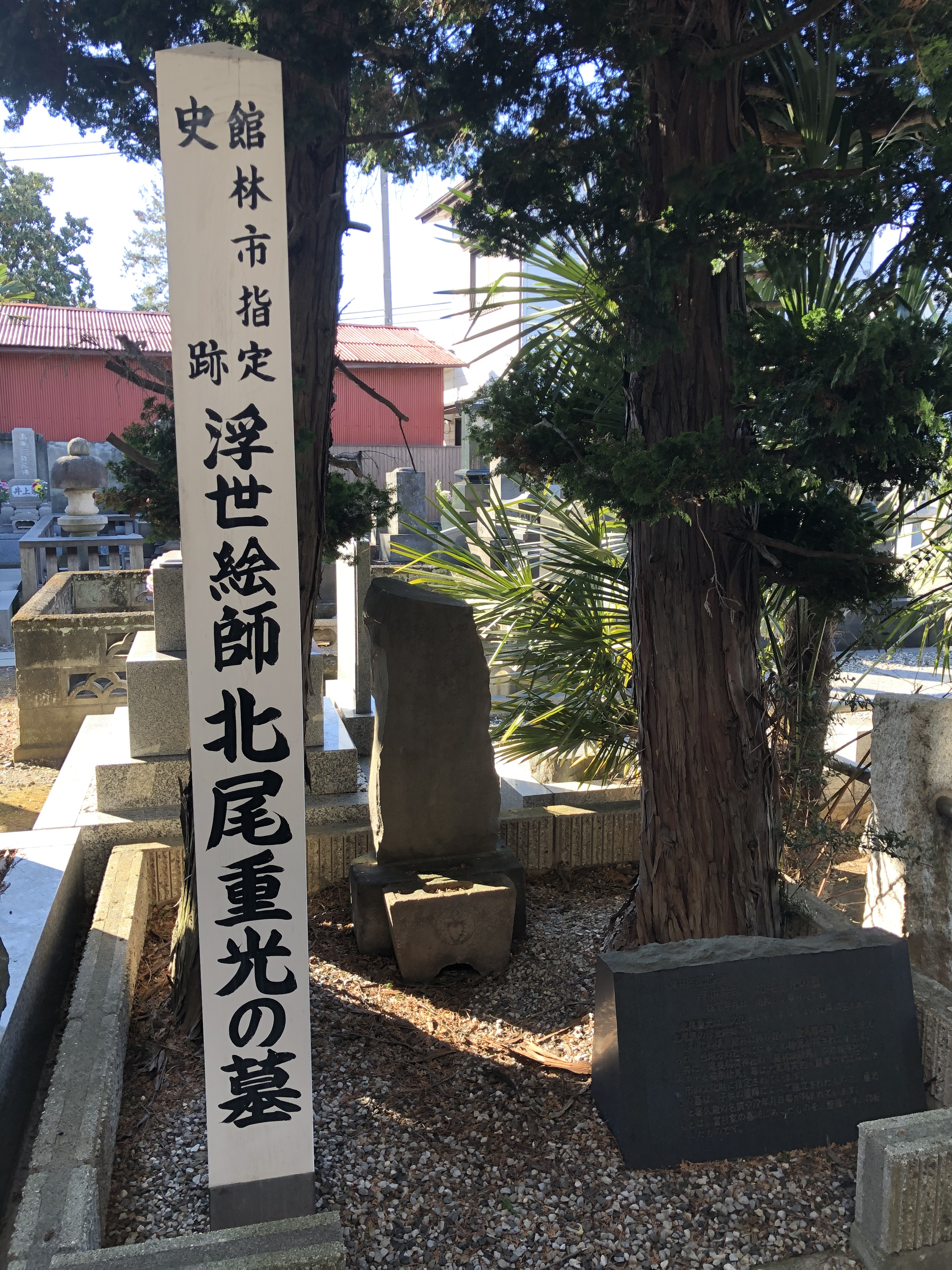
重光と妻久能の墓

館林市栄町の覚応寺に存在し、息子の重輝によって建立された。高さ77cm、幅32cm、厚さ15cm程度で、台石の高さは20cm。墓石の表面には『釈現生居士 明治十六年十一月十六日 俗名北尾重光 行年七十一才』『釈妙成信女 明治六年酉十二月八日 重光妻俗名久能 行年六十一才』、裏面に『北尾重輝建之』と刻まれている。館林市指定史跡。もとは宮杉家の墓域にあったものを、整備に伴い現在地に移転している。

## 作品
歴史、故事を題材とした武者絵が多いが、拝み図や参詣図、生業図、祭礼図などの幅広い画題も描いている。知られている作品の中では、館林市の足次赤城神社の関羽図絵馬と、板倉町の大曲八幡宮の絵馬が、いずれも天保9年（1838年）、25歳頃の作品で最も古い。その後明治まで、年毎に複数の絵馬が確認され、館林周辺では「渓斎北尾重光筆」「紅翠斎門人館林住人北尾重光筆」などの落款を持つ立派な絵馬が小さな神社などでも奉納されており、絵馬屋として順調に活動していたようである。
北尾重光および息子重輝の作品のうち、判明しているものの一覧を示す。出典のないものは『館林市立資料館特別展 北尾重光の絵馬』図録より。

### 重光の作品
| 資料名                     | 年代                 | 所在地                           | 備考                                              | ギャラリー |
| -------------------------- | -------------------- | -------------------------------- | ------------------------------------------------- | ---------- |
| 相撲絵図                   | 1873年（明治6年）    | 正田記念館（旧目車稲荷神社）     | 渓斎北尾重光筆                                    | ○          |
| 義経千本桜図               | 嘉永6年（1853年）    | 館林市立資料館（旧青梅天満宮）   | 渓斎北尾重光筆                                    | ○          |
| 参詣図                     | 弘化3年（1846年）    | 館林市立資料館（旧新当郷神明宮） | 渓斎北尾重光筆                                    |            |
| にわとりと女性図           | 弘化4年（1847年）    | 館林市 観性寺                    | 北尾重光筆                                        |            |
| 拝み図（女拝み）           | 慶応2年（1866年）    | 館林市 観性寺                    | 渓斎北尾画                                        |            |
| 翁図                       | 慶応3年（1867年）    | 館林市 観性寺                    | 渓斎北尾重光筆                                    |            |
| 女性図                     | 天保9年（1838年）    | 館林市 観性寺                    | 喜多尾重光筆                                      |            |
| 関羽図                     | 天保9年（1838年）    | 館林市 足次 赤城神社             | 館林住人北尾重光筆                                |            |
| ムカデと梅樹絵馬           | 天保11年（1840年）   | 館林市 足次 赤城神社             | 紅翠斎門人館林住人北尾重光筆 館林市指定重要文化財 | ○          |
| 大工図                     | 元治元年（1864年）   | 館林市 足次 赤城神社             | 渓斎北尾重光画                                    | ○          |
| 拝み図（家族拝み）         | 慶応3年（1867年）    | 館林市 足次 赤城神社             | 渓斎北尾筆                                        |            |
| ムカデと神主図             | 安政4年（1857年）    | 館林市 足次 赤城神社             | 喜多尾画                                          |            |
| 四季農耕図                 | 1870年（明治6年）    | 館林市 大谷神社                  | 渓斎北尾重光筆                                    |            |
| 祭式図                     |                      | 館林市 大谷神社                  | 渓斎北尾重光筆                                    |            |
| 仁田四郎猪退治図           | 天保11年（1840年）   | 館林市 当郷神社                  | 紅翠斎門人 館林住人北尾重光筆                     |            |
| 川中島合戦図               | 嘉永7年（1854年）    | 館林市 当郷神社                  | 渓斎北尾重光筆                                    |            |
| 馬図                       |                      | 館林市 尾曳稲荷神社              | 渓斎北尾重光筆                                    |            |
| 狐図                       |                      | 館林市 尾曳稲荷神社              | 法橋北尾重光筆                                    | ○          |
| 館林城絵馬                 | 1873年（明治6年）    | 館林市 尾曳稲荷神社              | 渓斎北尾重光筆 館林市指定重要文化財               | ○          |
| 明治戊辰戦争磐城進撃絵馬   | 1869年（明治2年）    | 館林市 尾曳稲荷神社              | 渓斎北尾重光筆 館林市指定重要文化財               | ○          |
| 明治戊辰戦争凱旋絵馬       | 1869年（明治2年）    | 館林市 尾曳稲荷神社              | 渓斎北尾重光筆 館林市指定重要文化財               |            |
| 金太郎と山姥図             | 1878年（明治11年）   | 館林市 富士嶽神社                | 北尾重光□                                         |            |
| 正月遊びの図               | 安政5年(1858年)      | 館林市 富士嶽神社                | 渓齋                                              | ○          |
| 観音堂参詣図               |                      | 館林市 遍照寺                    | 渓斎北尾画                                        |            |
| 武者図                     | 安政3年（1856年）    | 館林市 楠木神社                  | 渓斎北尾筆                                        |            |
| 武者図                     | 安政6年（1859年）    | 館林市 入ヶ谷 菅原神社           | 渓斎北尾重光筆                                    |            |
| 神功皇后                   |                      | 館林市 入ヶ谷 菅原神社           | 渓斎北尾重光筆                                    |            |
| 牛若丸                     | 嘉永2年（1849年）    | 館林市 初曳稲荷神社              | 渓斎北尾筆                                        |            |
| 絵馬奉納図                 | 元治2年（1865年）    | 館林市 初曳稲荷神社              | 渓斎北尾画                                        |            |
| 武者図                     | 安政5年（1858年）    | 館林市 初曳稲荷神社              | 渓斎北尾重光筆                                    |            |
| 絵馬奉納図                 | 1870年（明治3年）    | 館林市 初曳稲荷神社              | 北尾重光                                          |            |
| 参詣図                     | 1873年（明治6年）    | 館林市 初曳稲荷神社              | 渓斎北尾重光筆                                    | ○          |
| 競馬図                     | 1874年（明治7年）    | 館林市 赤土町 馬頭観世音堂       | 渓齋北尾重光                                      | ○          |
| 鯉の滝登り図               | 文久元年(1861年)     | 館林市 楠町下志柄 長良神社       | 渓齋北尾                                          | ○          |
| 天神囲碁図                 | 安政4年(1857年)      | 館林市 大島町本郷 天満宮         | 渓齋北尾重光画                                    | ○          |
| 大江山                     | 天保14年（1843年）   | 明和町 南大島 厳島神社           | 北尾重光作                                        |            |
| 出羽三山鑽仰               | 元治元年（1864年）   | 明和町 下江黒 長良神社           | 重光画                                            |            |
| 夏まつり厄神よけ           | 安政2年（1855年）    | 明和町 江口 諏訪神社             | 喜多尾画                                          |            |
| 絵馬奉納                   | 文久3年（1863年）    | 明和町 新里 菅原神社             | 北尾重光画                                        |            |
| 両将川をはさんで対峙       |                      | 明和町 新里 菅原神社             | 北尾重光画                                        |            |
| 絵馬奉納                   | 慶應3年（1867年）    | 明和町 新里 菅原神社             | 喜多尾                                            |            |
| 義経八艘とび               | 弘化2年（1845年）    | 明和町 須賀 天満宮               | 北尾重光                                          |            |
| 川中島                     | 安政3年（1856年）    | 明和町 須賀 天満宮               | 北尾重光                                          |            |
| 那須の与一扇の的           | 安政2年（1855年）    | 明和町 千津井 三島神社           | 渓斎北尾重光筆                                    |            |
| 富士の巻狩り               | 天保13年（1842年）   | 明和町 大佐貫 長良神社           | 北尾重光画                                        |            |
| 伊勢参り道中               | 嘉永2年（1849年）    | 明和町 大佐貫 長良神社           | 北尾重光画                                        |            |
| 伊勢参り道中               | 1873年（明治6年）    | 明和町 大佐貫 長良神社           | 北尾重光                                          |            |
| 曽我兄弟                   | 嘉永元年（1848年）   | 明和町 大佐貫 不動堂             | 喜多尾                                            |            |
| 軍評定                     | 天保12年（1841年）   | 明和町 中谷 長良神社             | 北尾重光筆                                        |            |
| 清正虎退治                 | 弘化5年（1848年）    | 明和町 中谷 長良神社             | 北尾重光筆                                        |            |
| 天の岩戸                   |                      | 明和町 中谷 長良神社             | 北尾重光                                          |            |
| 伊勢まいり                 | 1875年（明治8年）    | 明和町 中谷 長良神社             | 渓斎北尾重光筆                                    |            |
| 賤ヶ嶽の七本槍             | 安政4年（1857年）    | 明和町 田島 長良神社             | 渓斎北尾重光筆                                    |            |
| 長良大明神                 | 慶應元年（1865年）   | 明和町 斗合田 長良神社           | 北尾画                                            |            |
| 八幡太郎（雁行のみだれ）   |                      | 明和町 斗合田 天満宮             | 北尾重光画                                        |            |
| 牛                         |                      | 明和町 斗合田 天満宮             | 北尾重光画                                        |            |
| 祈願（男拝み）             | 嘉永2年（1849年）    | 明和町 梅原 三島神社             | 渓斎北尾筆                                        |            |
| ささら                     | 嘉永4年（1851年）    | 明和町 梅原 三島神社             | 渓斎北尾筆                                        |            |
| 刀鍛冶                     | 嘉永7年（1854年）    | 明和町 梅原 三島神社             | 北尾重光筆                                        |            |
| 八岐大蛇退治               | 安政2年（1855年）    | 明和町 梅原 三島神社             | 渓斎北尾筆                                        |            |
| 義経・兄頼朝の陣営へ急ぐ   | 安政2年（1855年）    | 明和町 梅原 三島神社             | 北尾重光筆                                        |            |
| 富士登山                   | 文久2年（1862年）    | 明和町 梅原 三島神社             | 渓斎北尾筆                                        |            |
| 祈願                       | 慶應元年（1865年）   | 明和町 梅原 三島神社             | 北尾画                                            |            |
| 絵馬奉納                   | 1873年（明治6年）    | 明和町 梅原 三島神社             | 渓斎北尾重光画                                    |            |
| 勧進帳                     |                      | 明和町 梅原 三島神社             | 北尾重光筆                                        |            |
| 大江山                     |                      | 明和町 梅原 三島神社             | 渓斎北尾重光画                                    |            |
| 神楽                       | 1879年（明治12年）   | 明和町 梅原 三島神社             | 渓斎北尾画                                        |            |
| お参り                     | 安政2年（1855年）    | 明和町 矢島 長良神社             | 渓斎北尾重光画                                    |            |
| 伊勢参り道中               | 1880年（明治13年）   | 明和町 矢島 長良神社             | 北尾重光画                                        |            |
| 長良大神祭礼               | 1872年（明治5年）    | 明和町 大輪 長良神社             | 北尾重光画                                        |            |
| 伊勢参り道中               | 1873年（明治6年）    | 明和町 大輪 長良神社             | 北尾重光画                                        |            |
| 伊勢大神宮御神楽           | 1874年（明治7年）    | 明和町 大輪 長良神社             | 北尾重光画                                        |            |
| 絵馬奉納の図               |                      | 板倉町 籾谷 淡島神社             | 渓斎北尾                                          |            |
| 伊勢太々神楽の図           | 安政4年（1857年）    | 板倉町 岩田 長良神社             | 北尾重光                                          |            |
| 伊勢太々神楽の図           | 1873年（明治6年）    | 板倉町 岩田 長良神社             | 北尾重光                                          |            |
| 源平合戦図                 | 嘉永6年（1853年）    | 板倉町 五箇中妻 長良神社         | 渓斎北尾重光                                      |            |
| 天満宮本殿建築図           | 嘉永元年（1848年）   | 板倉町 高島天満宮                | 渓斎北尾重光                                      |            |
| 道真・渤海国使と詩文競読図 | 嘉永6年（1853年）    | 板倉町 高島天満宮                | 渓斎北尾重光                                      |            |
| 神功皇后と武内宿弥         | 文久3年（1863年）    | 板倉町 西丘神社                  | 渓斎北尾重光                                      |            |
| 武者絵図                   | 嘉永6年（1853年）    | 板倉町 大曲 八幡宮               | 渓斎北尾重光                                      |            |
| 絵馬奉納の図               | 文久3年（1863年）    | 板倉町 大曲 八幡宮               | 渓斎北尾重光                                      |            |
| 伊勢太々神楽の図           | 1873年（明治6年）    | 板倉町 大曲 八幡宮               | 渓斎北尾重光                                      |            |
| 八幡講相撲絵図             | 1879年（明治12年）   | 板倉町 大曲 八幡宮               | 渓斎北尾重光                                      |            |
| 不明                       | 天保9年（1838年）    | 板倉町 大曲 八幡宮               | 北尾重光                                          |            |
| 伊勢太々神楽の図           | 慶應4年（1868年）    | 板倉町 北海老瀬 賀茂神社         | 渓斎北尾重光                                      |            |
| 直実と敦盛                 | 安政                 | 板倉町 雷電神社                  | 北尾重光                                          |            |
| 不明                       | 嘉永5年（1852年）    | 板倉町 雷電神社                  | 北尾重光                                          |            |
| 読絵図 高瀬舟と米問屋絵図  | 安政2年（1855年）    | 板倉町 雷電神社                  | 北尾重光                                          |            |
| 不明                       | 慶應戊辰（1868年）   | 板倉町 雷電神社                  | 北尾重光                                          |            |
| 伊勢両宮殿舎の図           | 1882年（明治15年）   | 板倉町 雷電神社                  | 北尾重光                                          |            |
| 不明                       |                      | 板倉町 雷電神社                  | 渓斎北尾重光                                      |            |
| 神楽奉納図                 | 嘉永                 | 邑楽町 赤堀 長良神社             | 北尾重光                                          |            |
| 八岐大蛇退治図             | 安政4年（1857年）    | 邑楽町 赤堀 長良神社             | 渓斎北尾重光筆                                    |            |
| 神楽奉納図                 | 1873年（明治6年）    | 邑楽町 赤堀 長良神社             | 北尾重光                                          |            |
| 伊勢参り                   | 安政6年（1859年）    | 邑楽町 赤堀 長良神社             | 渓斎北尾重光筆                                    |            |
| 絵馬奉納図                 | 文久3年（1863年）    | 邑楽町 篠塚 長柄神社             | 渓斎北尾重光                                      |            |
| 伊勢太々講神楽             | 元治元年（1864年）   | 邑楽町 篠塚 長柄神社             | 渓斎北尾重光                                      |            |
| 観音堂祭礼                 | 万延（1860年）       | 邑楽町 狸塚 観音堂               | 北尾重光                                          |            |
| 天岩戸神楽図               | 安政6年（1859年）    | 邑楽町 光善寺 神明宮             | 渓斎北尾重光                                      |            |
| 絵馬奉納図                 | 嘉永6年（1853年）    | 邑楽町 石打 明言寺               | 渓斎北尾画                                        |            |
| 参詣図                     | 1874年（明治7年）    | 邑楽町 石打 明言寺               | 渓斎北尾重光筆                                    |            |
| 千手観音図                 |                      | 邑楽町 石打 明言寺               | 北尾重光                                          |            |
| 拝み図                     | 1871年（明治4年）    | 邑楽町 鶉 長良神社               |                                                   |            |
| 伊勢道中図                 | 1874年（明治7年）    | 千代田町 上五箇 愛宕神社         | 渓斎北尾重光                                      |            |
| 天の岩戸図                 | 安政2年（1855年）    | 千代田町 上中森 八幡宮           | 渓斎北尾重光                                      |            |
| 源平合戦図                 | 文久3年（1863年）    | 千代田町 上中森 八幡宮           | 渓斎北尾重光                                      |            |
| 伊勢道中図                 | 1874年（明治7年）    | 千代田町 木崎 稲荷神社           | 渓斎北尾筆                                        |            |
| 天の岩戸図                 | 1869年（明治2年）    | 千代田町 瀬戸井 長良神社         | 渓斎北尾重光筆                                    |            |
| 料亭図                     | 嘉永元年（1848年）   | 千代田町 赤岩 八幡神社           | 渓斎北尾重光筆                                    |            |
| 酒造図（商売繁昌図）       | 1879年（明治12年）   | 千代田町 赤岩 八幡神社           | 渓斎北尾重光                                      |            |
| うどん屋店先図             | 文久1年（1861年）    | 足利市 五十部町 大手神社         | 北尾                                              |            |
| 藤原保昌と袴垂保輔図       |                      | 足利市 家富町 鑁阿寺             | 渓斎北尾重光                                      |            |
| 義経八艘飛図               | 元治2年（1865年）    | 足利市 川崎町 天満宮             | 北尾重光筆                                        |            |
| 家族参詣図（絵馬奉納）     | 1882年（明治15年）   | 足利市 久保田町 御嶽神社         | 渓斎北尾重光画                                    |            |
| 張良と黄石公図             |                      | 足利市 野田町 阿弥陀堂           | 北尾重光                                          |            |
| 素戔嗚尊八岐大蛇退治図     |                      | 足利市 福居町 母衣輪神社         | 北尾重光                                          |            |
| 義経八艘飛図               | 弘化2年（1845年）    | 足利市 瑞穂野町 赤城神社         | 北尾重光                                          |            |
| 弁慶牛若丸五条橋図         | 慶應元年（1865年）   | 足利市 瑞穂野町 赤城神社         | 渓斎北尾重光                                      |            |
| 大宰府                     | 天保10年（1839年）   | 佐野市 天神 朝日森天満宮         | 渓斎北尾重光筆                                    |            |
| 韓信の股くぐり             | 嘉永2年（1849年）    | 鹿沼市 下永野 御嶽永野中教会     | 渓斎北尾重光筆                                    |            |
| 御嶽山                     | 1879年（明治12年）   | 鹿沼市 下永野 御嶽永野中教会     | 渓斎北尾重光画                                    |            |
| 神功皇后と武内宿弥図       | 文久3年（1863年）    | 古河市 八幡神社                  | 渓斎北尾重光筆                                    |            |
| 常盤御前都落ちの図         | 元治元年（1864年）   | 古河市 尊勝院                    | 渓斎北尾重光図                                    |            |
| 新羅三郎義光足柄山図       | 天保10年（1839年）   | 羽生市 上村君 雷電神社           | 紅翠斎門人館林住人北尾重光筆                      |            |
| 菅原道真                   | 天保10年（1839年）   | 羽生市 上村君 雷電神社           | 館林住人北尾重光筆                                |            |
| 巴御前図                   | 天保10年（1839年）頃 | 羽生市 上村君 雷電神社           | 紅翠斎門人館林住人北尾重光筆                      |            |
| 樹下教授の図               | 天保12年（1841年）   | 羽生市 上村君 雷電神社           | 北尾重光                                          |            |
| 神人の図                   |                      | 羽生市 上村君 雷電神社           | 館林住人北尾重光筆                                |            |
| 六歌仙                     | 安政2年（1855年）    | 羽生市 井泉 鷲神社               | 渓斎北尾重光筆                                    |            |
| 粋人の祝宴                 | 1868年（明治元年）   | 羽生市 村君 鷲神社               | 北尾重光筆                                        |            |
| 鞍馬山の牛若丸             | 文久2年（1862年）    | 羽生市 村君 千方神社             | 渓斎北尾重光                                      |            |
| 源頼政鵺退治               |                      | 羽生市 村君 千方神社             | 渓斎北尾                                          |            |
| 大江山にむかう源頼政一行   | 文久4年（1864年）    | 羽生市 村君 千方神社             | 北尾重光                                          |            |
| 相撲絵馬                   | 嘉永5年（1852年）    | 熊谷市 十二所 伊弉諾神社         | 渓斎北尾重光筆 熊谷市指定重要文化財               |            |
| 観音堂参拝図               |                      | 加須市 飯積 正音寺               | 北尾重光筆 加須市指定重要文化財（北川辺地域）     |            |
| 伊勢太々神楽               | 1873年（明治6年）    | 加須市 飯積 鷲神社               | 渓斎北尾重光                                      |            |
| 伊勢講道中二見浦図         | 1878年（明治11年）   | 加須市 飯積 鷲神社               | きたお画 加須市指定重要文化財（北川辺地域）       |            |
| 寺子屋図                   | 文久3年（1863年）    | 加須市 大越 徳性寺               | 渓斎北尾重光画                                    |            |
| 桶川宿商家店先絵図         | 文久3年（1863年）    | 桶川市 個人蔵                    | 渓斎北尾重光画 桶川市指定文化財                   |            |

### 重輝の作品
| 資料名                  | 年代               | 所在地                     | 備考           | ギャラリー |
| ----------------------- | ------------------ | -------------------------- | -------------- | ---------- |
| 龍虎図                  | 1882年（明治15年） | 館林市 観性寺              | 渓斎北尾重輝筆 |            |
| 参詣図                  |                    | 館林市 初曳稲荷神社        | 重輝筆         | ○          |
| 日清戦争 下関講和条約図 | 1900年（明治33年） | 館林市 野辺町 長良神社     | 渓齋北尾重輝   | ○          |
| 農耕図                  | 1878年（明治11年） | 館林市 上赤生田町 駒方神社 | 重輝           | ○          |
| 不明                    | 1885年（明治18年） | 板倉町 大荷場集会所        | 北尾重輝       |            |
| 神社境内図              | 1882年（明治15年） | 板倉町 高鳥天満宮          | 北尾□□         |            |
| 踊りの図                | 1882年（明治15年） | 板倉町 離 長柄神社         | 北尾重輝       |            |
| 三国志                  | 1880年（明治13年） | 明和町 新里 菅原神社       | 北尾重輝画     |            |
| 徳川15代将軍画像        | 1882年（明治15年） | 明和町 新里 菅原神社       | 北尾重輝画     |            |
| 伊勢参り道中            | 1881年（明治14年） | 明和町 須賀 天満宮         | 北尾重輝画     |            |
| 伊勢参り道中            | 1881年（明治14年） | 明和町 大輪 長良神社       | 北尾重輝画     |            |
| 家族参詣図（絵馬奉納）  | 1882年（明治15年） | 足利市 西場町 阿夫利神社   | 北尾重輝       |            |
| 動物（双鶏）            | 明治               | 小山市 梁 八幡宮           | 北尾重輝       |            |
| 伊勢太々神楽            | 1880年（明治13年） | 加須市 飯積 鷲神社         | 北尾重輝画     |            |

### ギャラリー

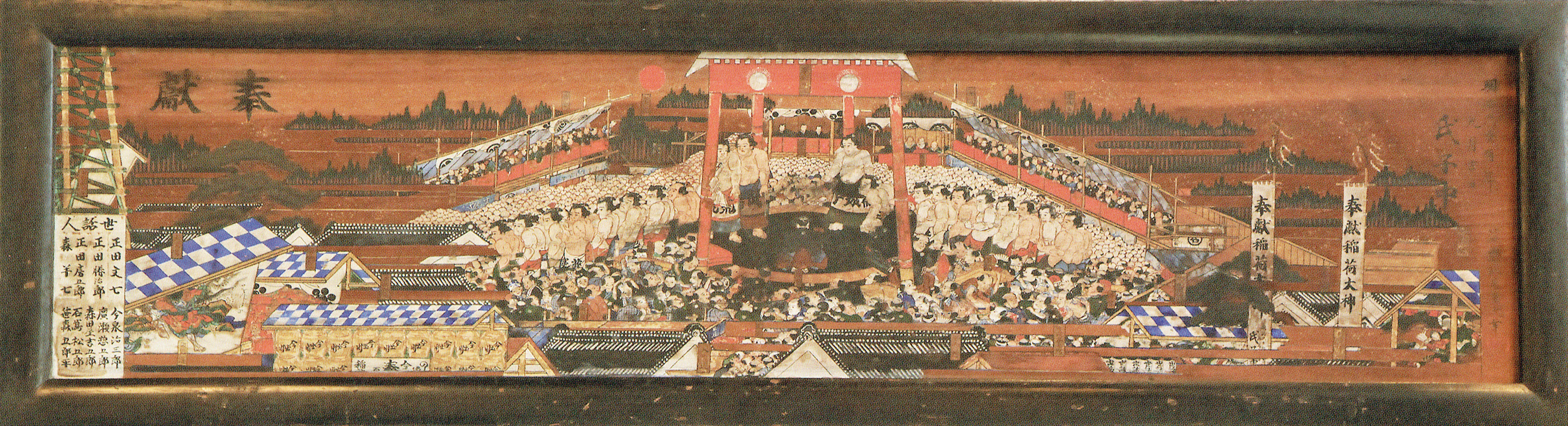
相撲絵馬 (重光) 正田稲荷神社
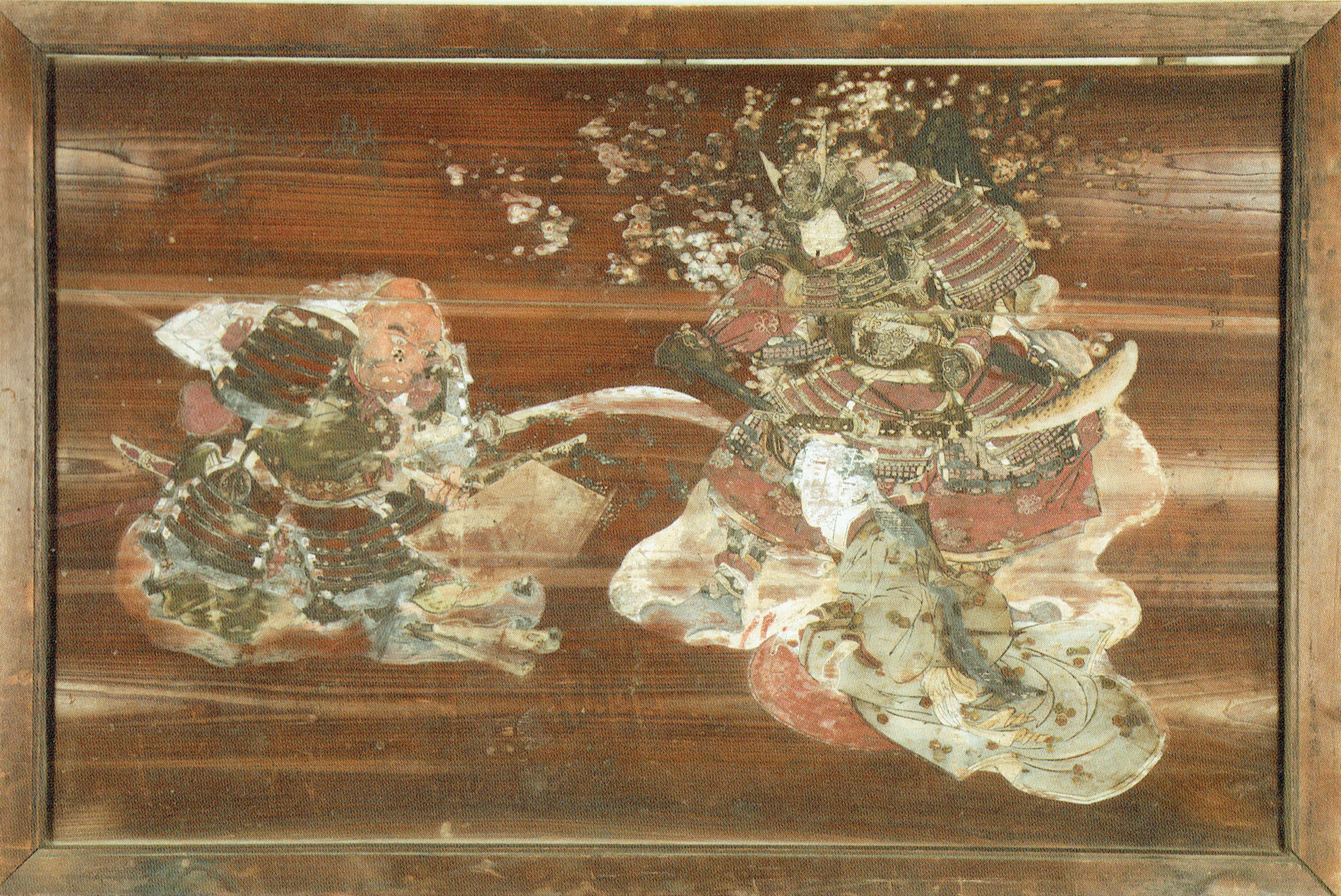
義経千本桜図 (重光) 青梅神社旧蔵
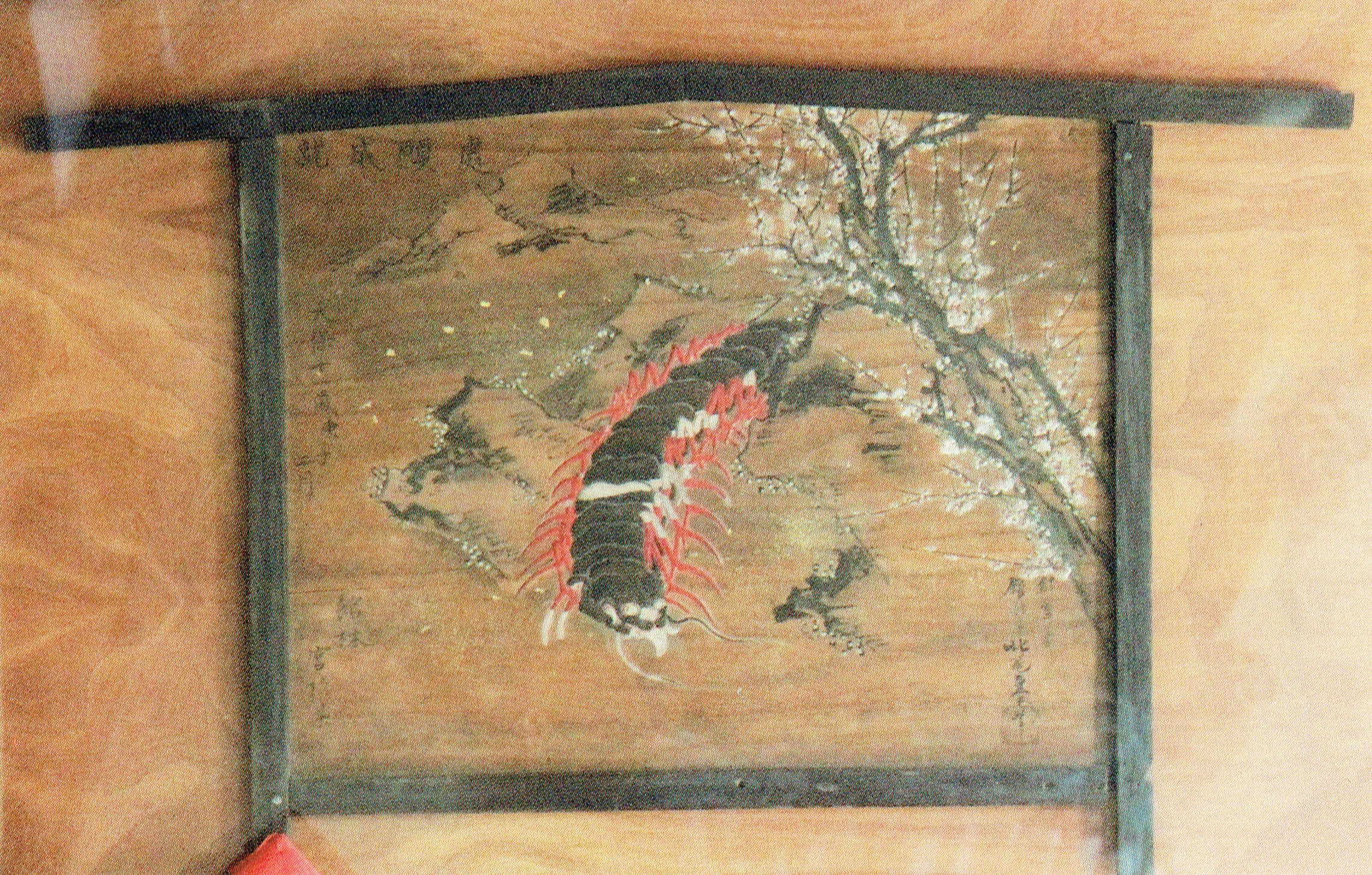
ムカデと梅樹絵馬 (重光) 赤城神社
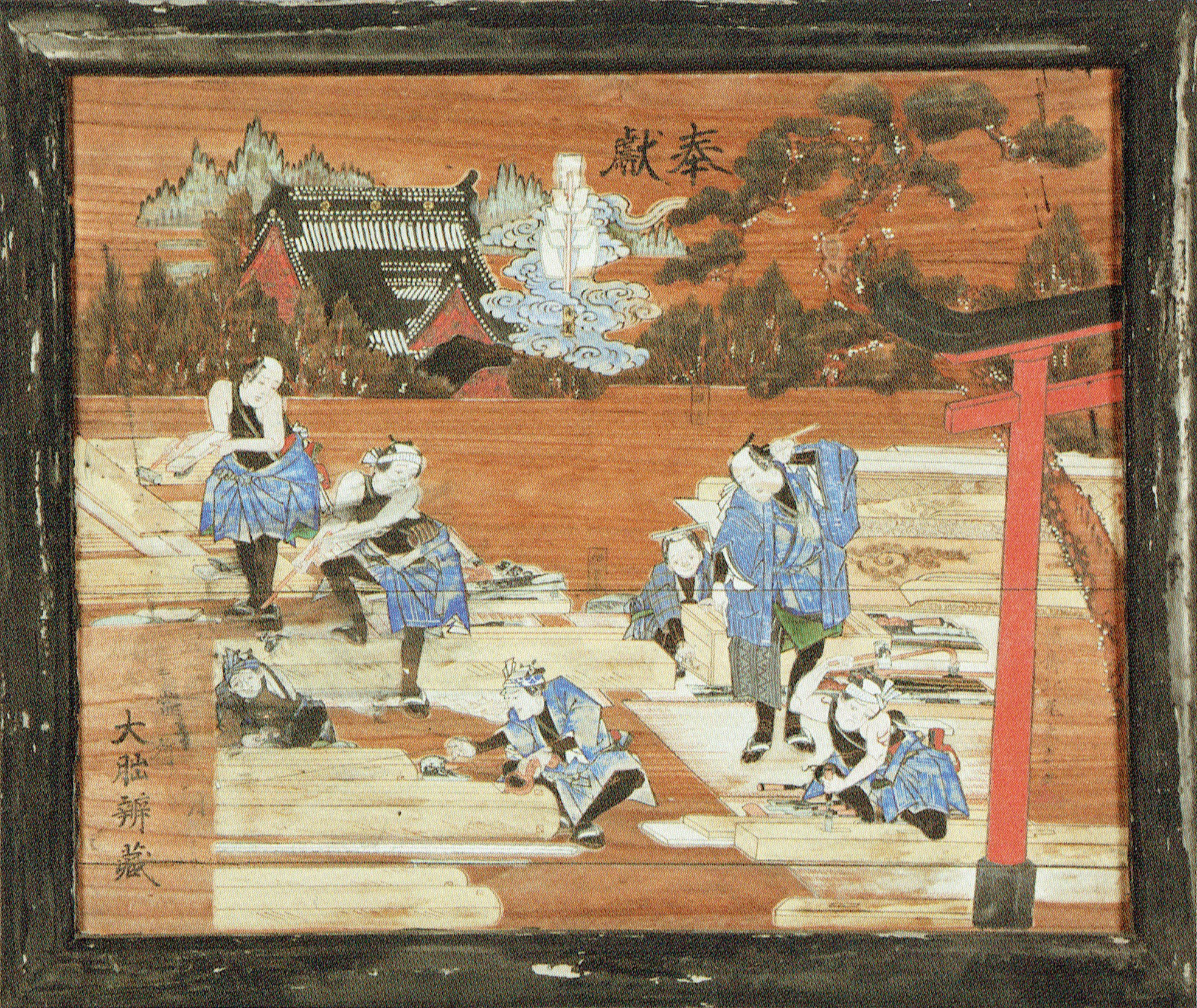
大工絵馬 (重光) 赤城神社
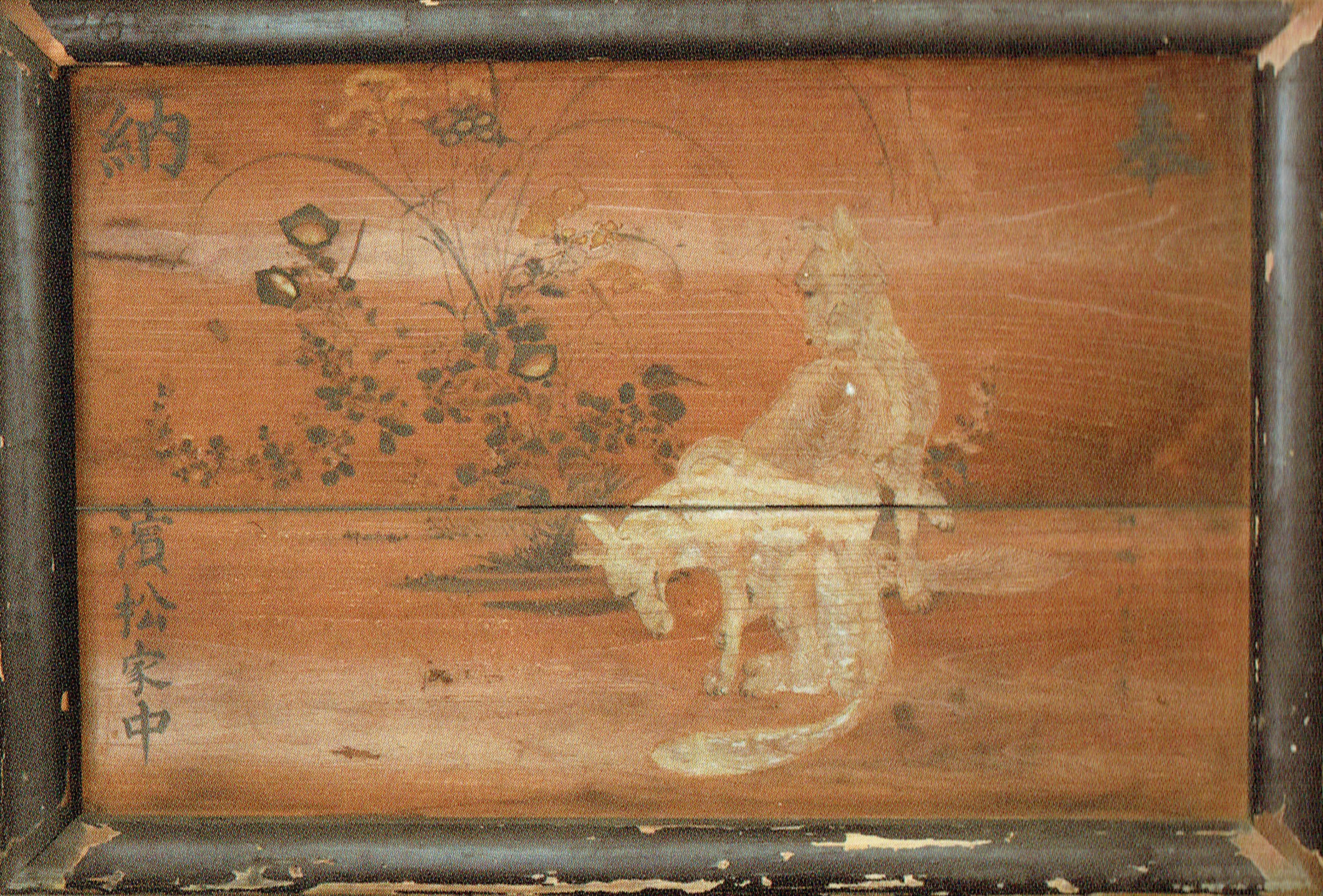
狐図 (重光) 尾曳稲荷神社
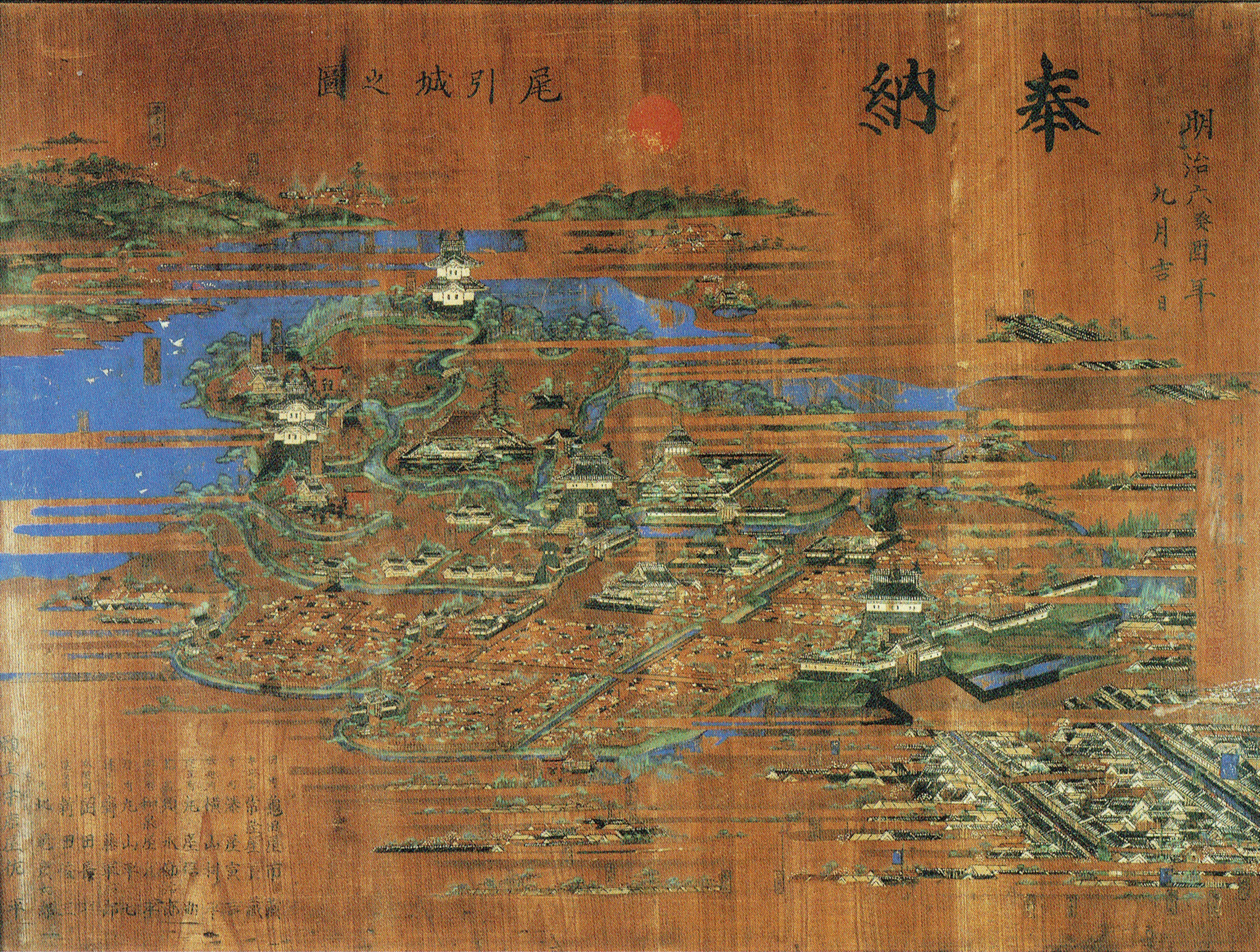
館林城絵馬 (重光) 尾曳稲荷神社
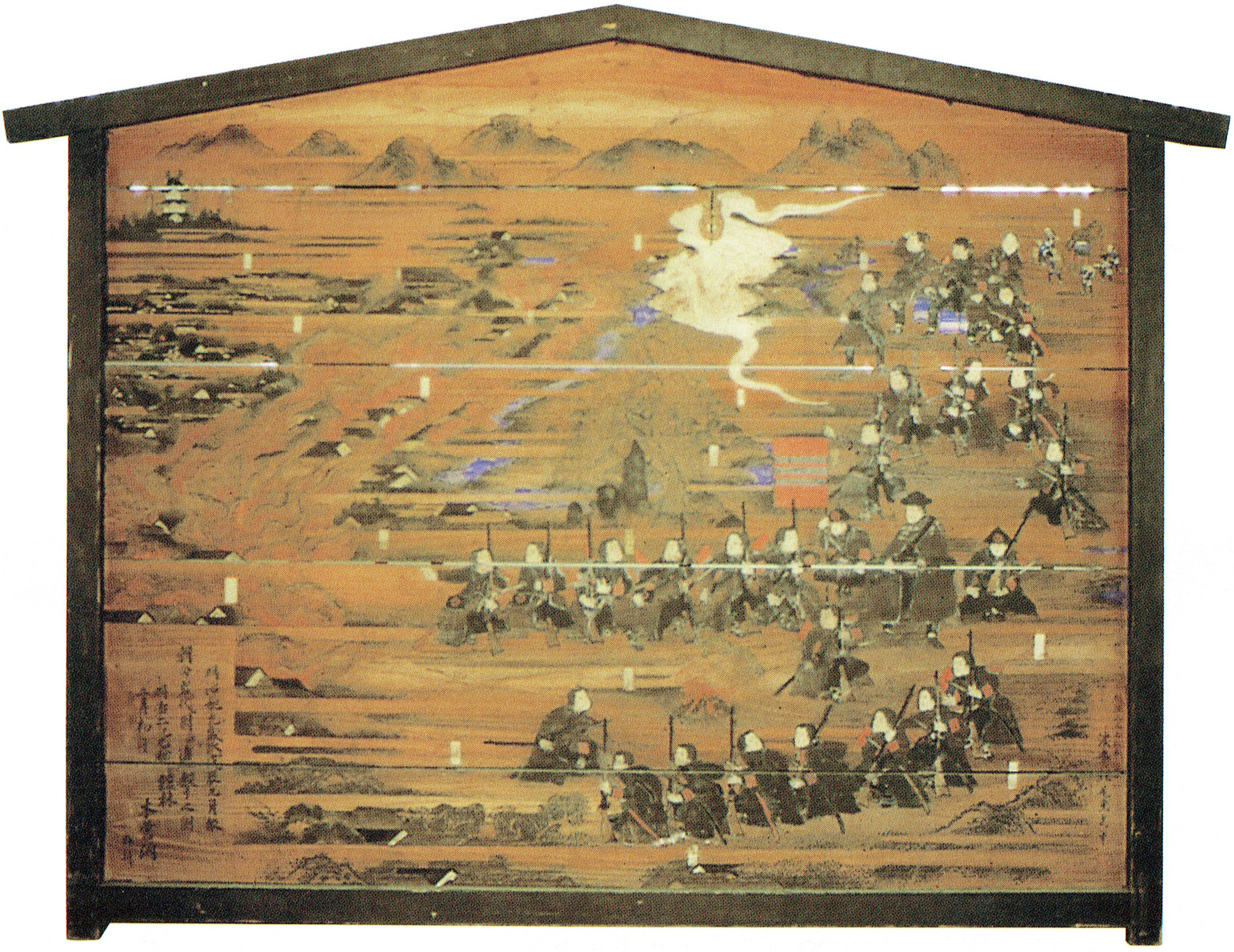
明治戊辰戦争磐城進撃絵馬 (重光) 尾曳稲荷神社
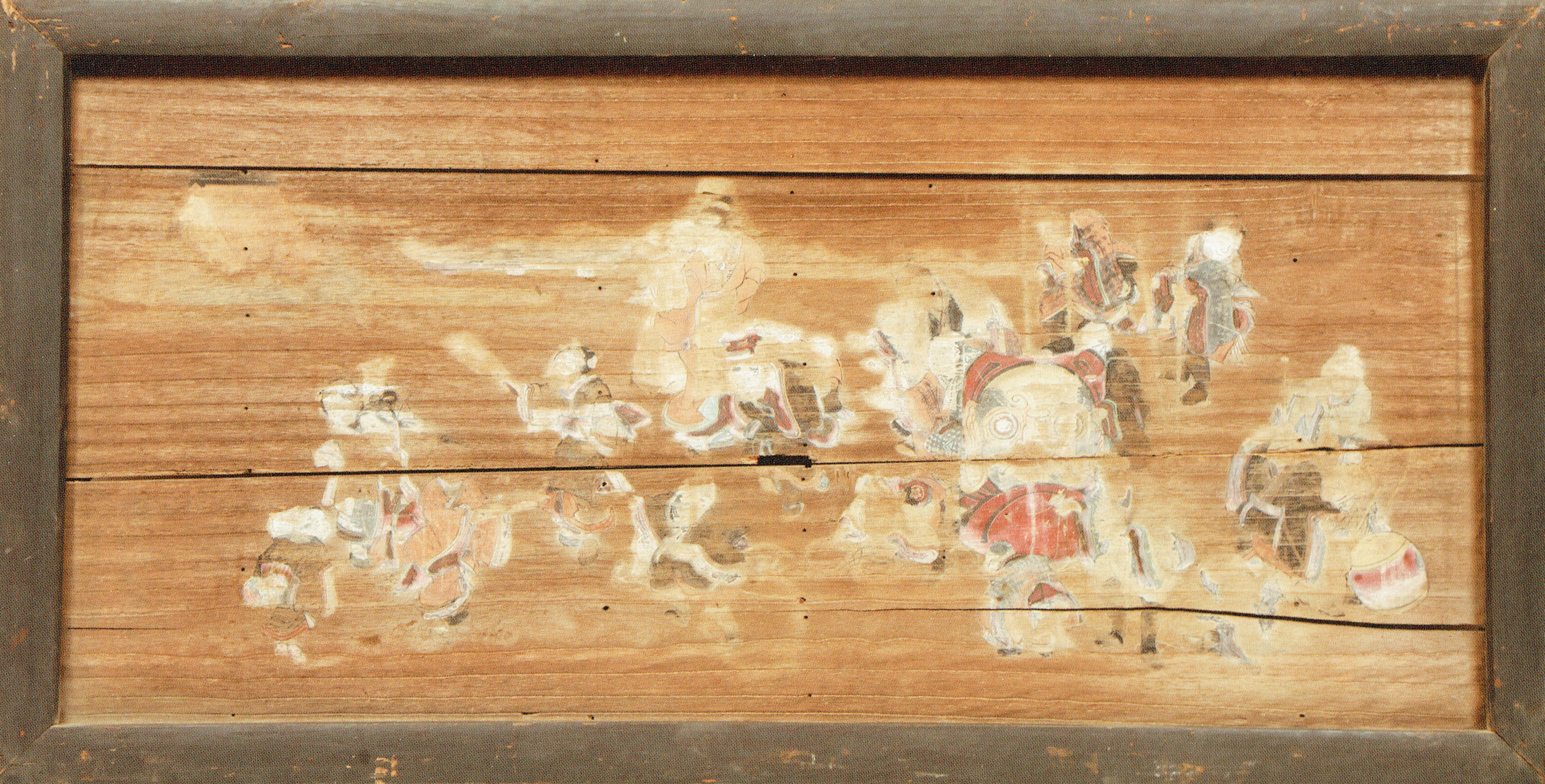
正月遊びの図 (重光) 富士嶽神社
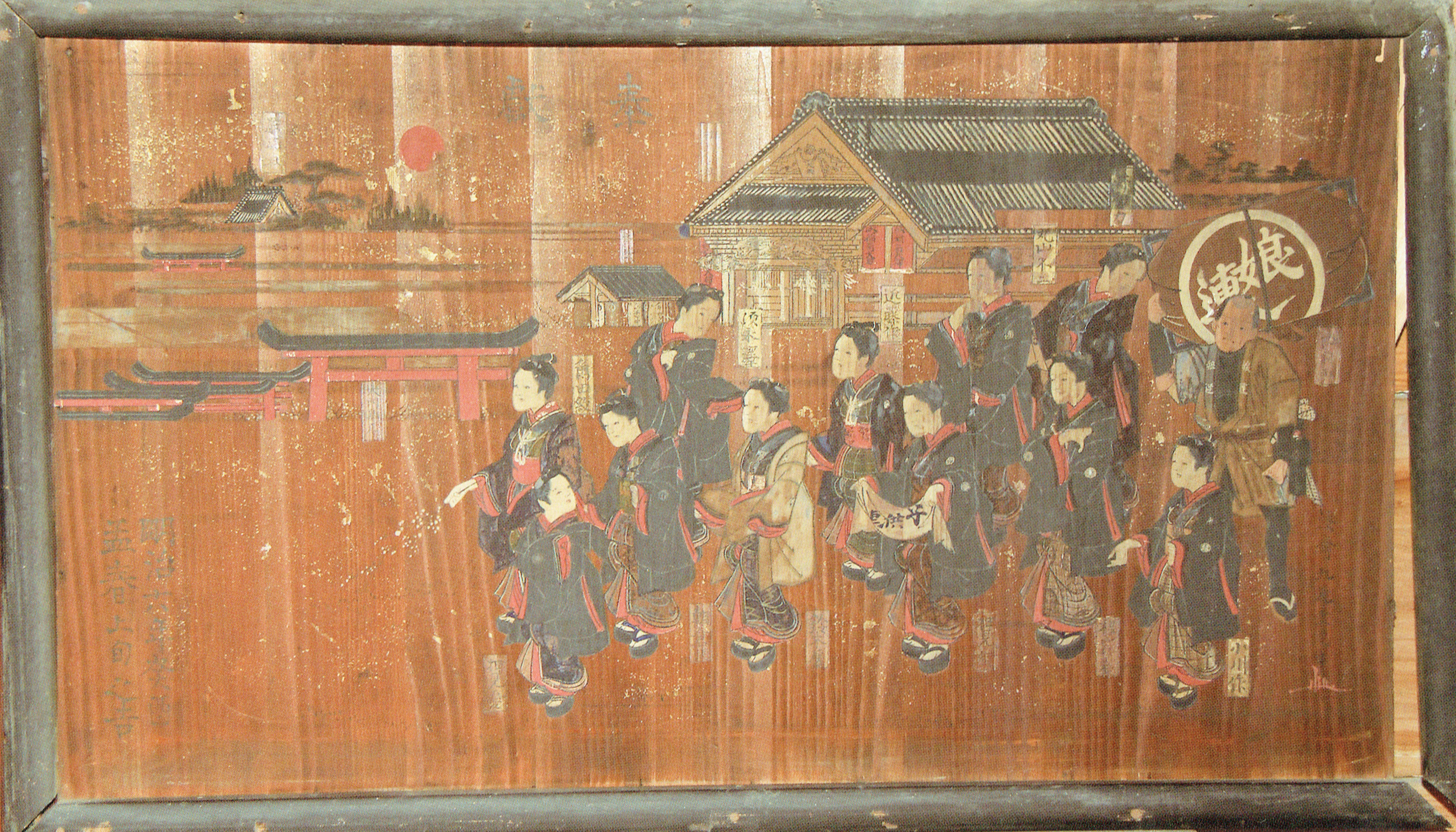
娘連参詣図 (重光画) 初曳稲荷神社
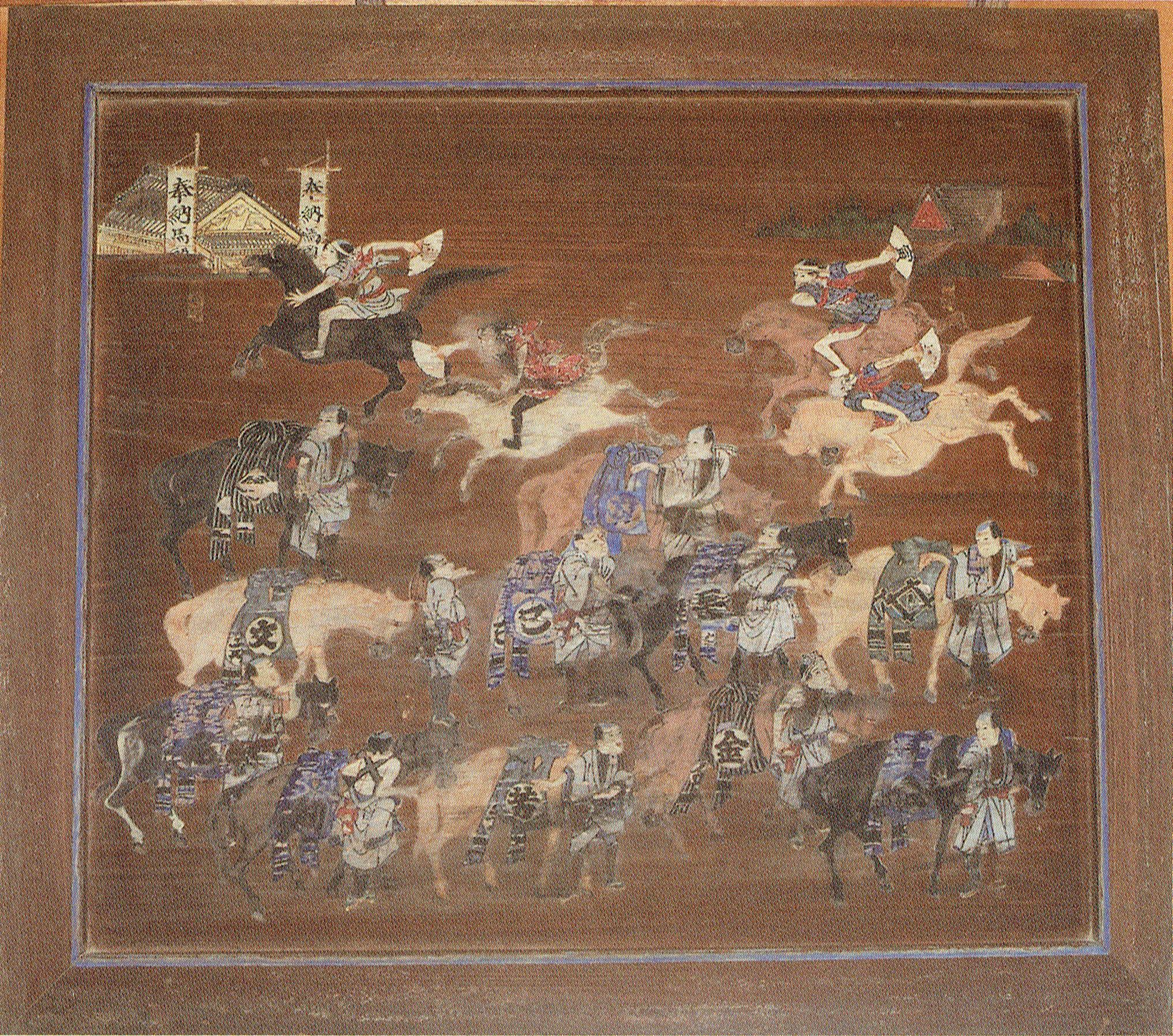
競馬図 (重光) 赤土町 馬頭観世音堂
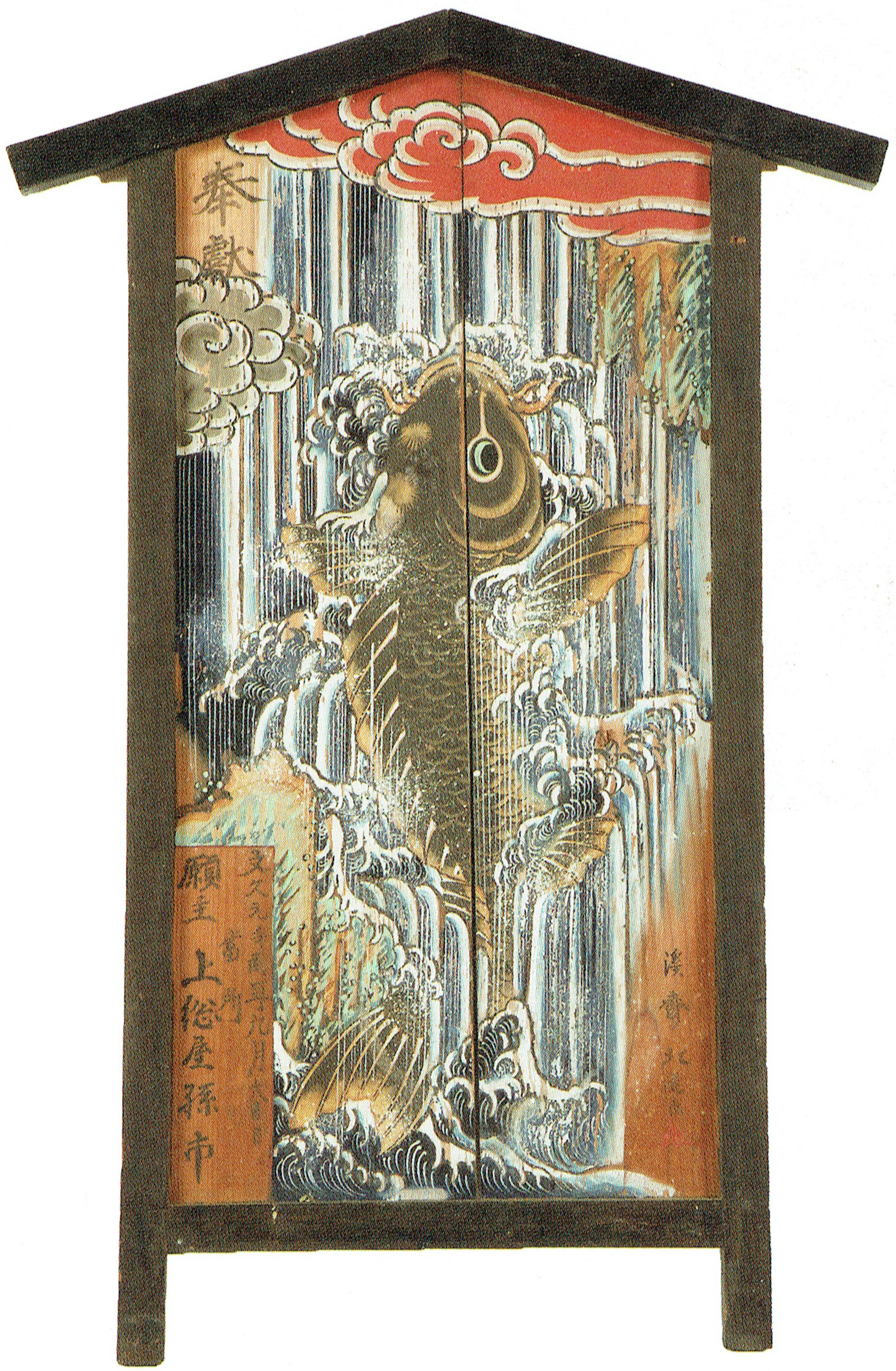
鯉の滝登り図 (重光) 下志柄 長良神社
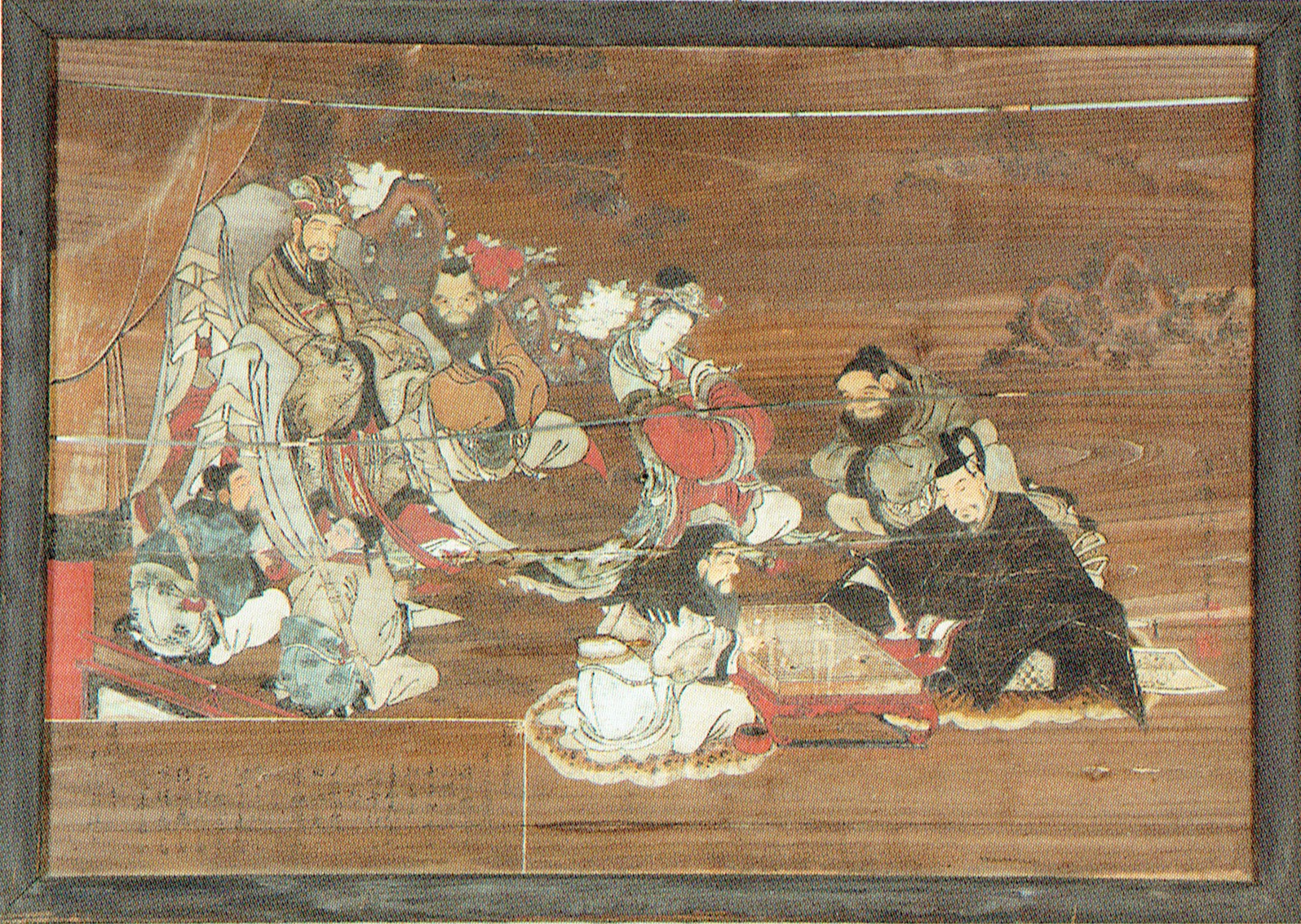
天神囲碁図 (重光) 大島町本郷 天満宮
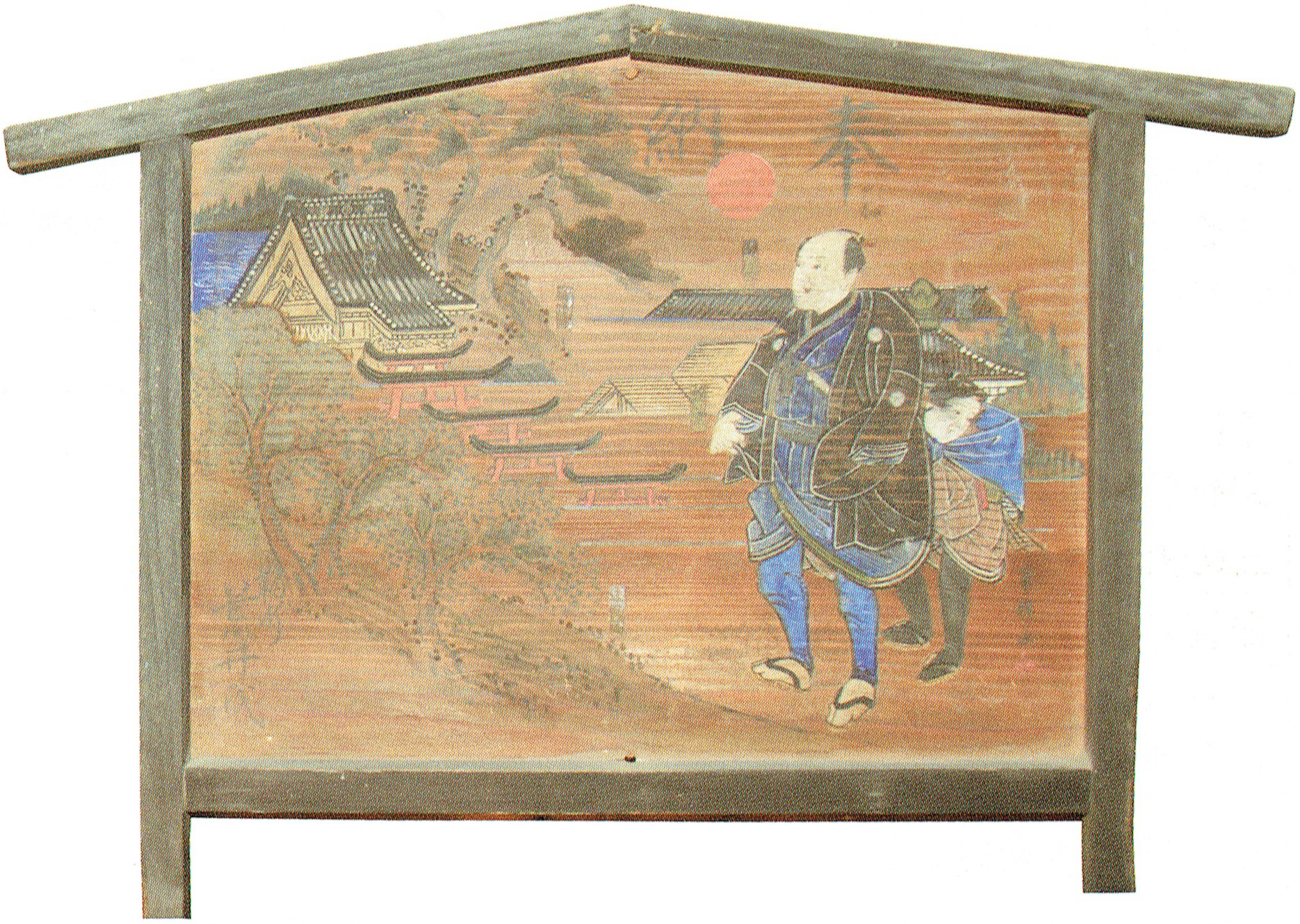
絵馬奉納参詣図 (重輝) 初曳稲荷神社
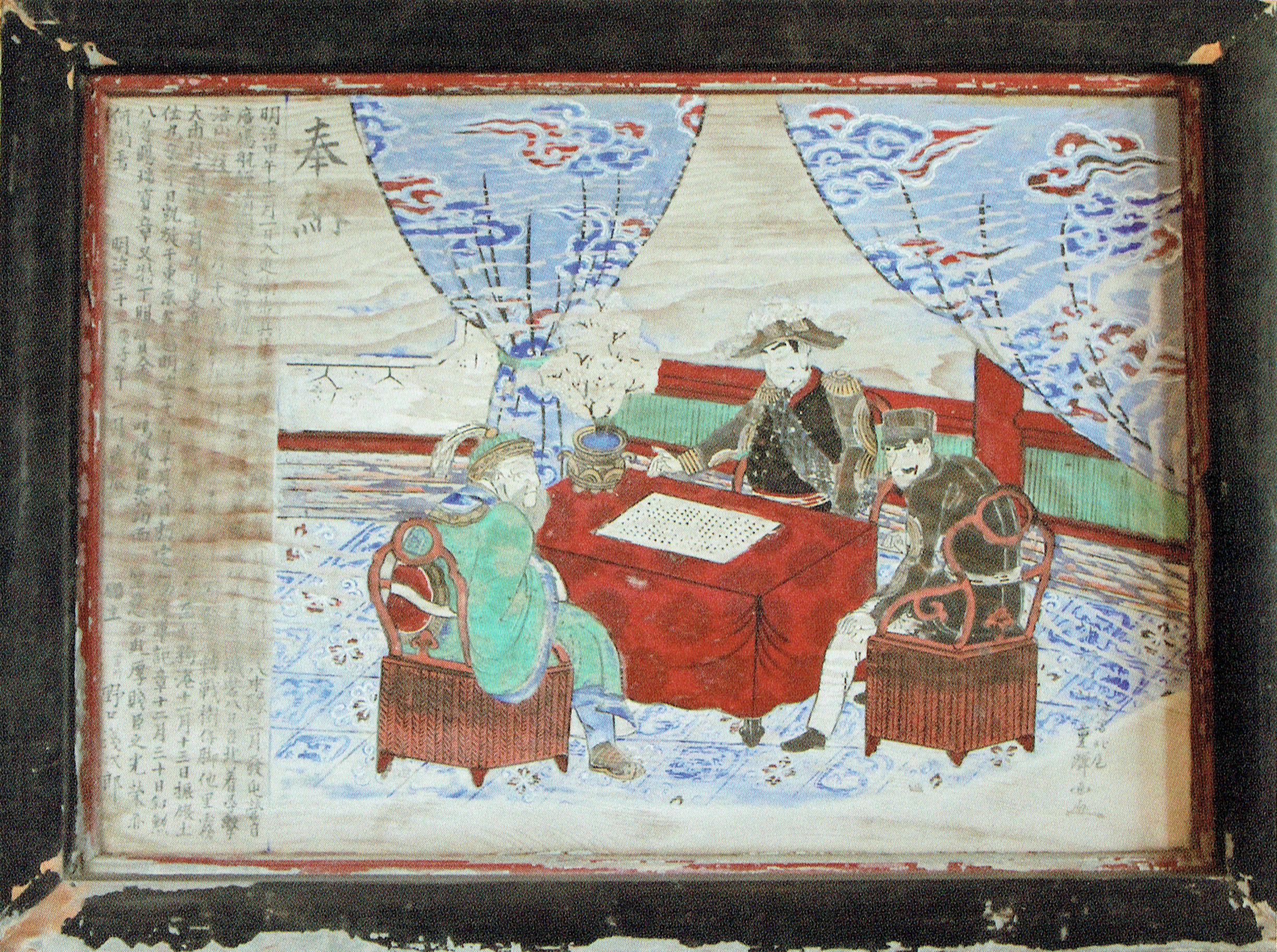
日清戦争 下関講和条約図 (重輝) 野辺町 長良神社
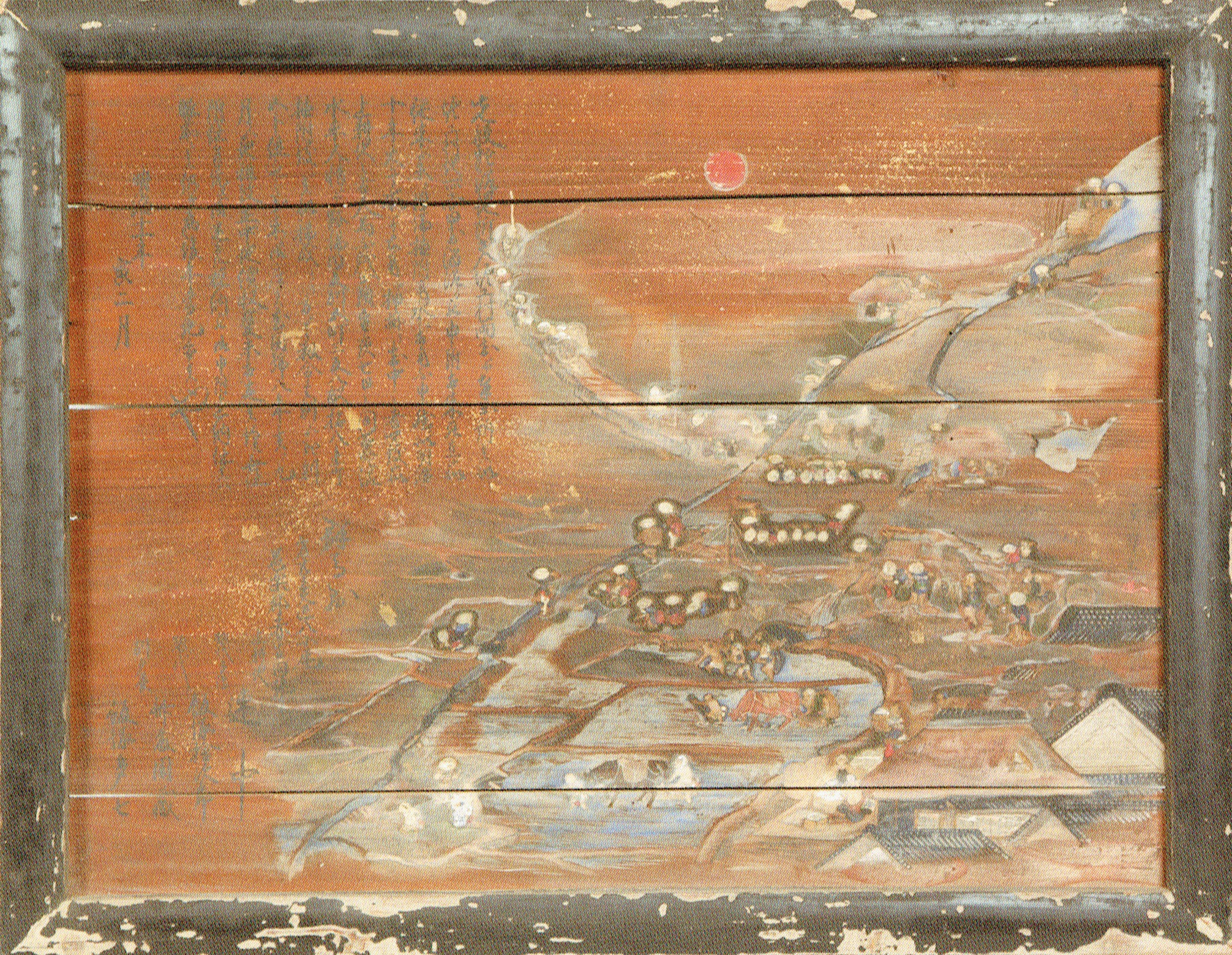
農耕図 (重輝) 上赤生田町 駒方神社